# Monocesta opacipennis
Monocesta opacipennis là một loài bọ cánh cứng trong họ Chrysomelidae. Loài này được Jacquelin-duVal miêu tả khoa học năm 1856.